# Korman (Aleksinac)
Pour les articles homonymes, voir Korman.
Korman (en serbe cyrillique : Корман) est un village de Serbie situé dans la municipalité d'Aleksinac, district de Nišava. Au recensement de 2011, il comptait 659 habitants.

## Démographie
| 1948  | 1953  | 1961  | 1971  | 1981  | 1991 | 2002 | 2011 |
| ----- | ----- | ----- | ----- | ----- | ---- | ---- | ---- |
| 1 300 | 1 283 | 1 282 | 1 163 | 1 087 | 996  | 773  | 659  |

|  |